# Canon EOS R10
Canon EOS R10 — беззеркальная камера с матрицей APS-C формата производства Canon. Камера была анонсирована 24 мая 2022 г. Наряду с Canon EOS R7, R10 является первой из двух камер с APS-C матрицей в линейке Canon EOS R. Камера предлагается в комплектации без объектива или с одним из двух объективов с байонетом RF-S: RF-S 18-150mm f/3.6-6.3 IS STM или RF-S 18-45 f/4.5-6.3 IS STM.

## Характеристики
- 24.2-мегапиксельный КМОП-сенсор
- Dual Pixel CMOS AF II автофокус с отслеживанием людей, животных и транспортных средств
- Процессор DIGIC X
- Высокоскоростная непрерывная съемка до 15 кадров в секунду с механическим затвором и до 23 кадров в секунду с электронным затвором
- Возможность записи видео 4K/60 с кадрированием сенсора 64% или запись видео со 100% кадрированием при 4K/30 с передискретизацией по сравнению с разрешением 7K
- Запись видео 1080p со скоростью до 120 кадров в секунду
- Видеозапись HDR PQ
- 100% охват автофокуса (с автоматическим выбором)
- Диапазон ISO от 100 до 32000; расширяемый до 51200
- Разъем USB 3.2 Gen 2 Type-C для зарядки и передачи данных
- Встроенный модуль Wi-Fi и Bluetooth
- Электронный видоискатель и поворотный сенсорный экран[2]

## Сравнение с Canon EOS R7
Камера Canon EOS R10 была представленна одновременно с моделью Canon EOS R7, которая имеет большее разрешение, встроенную стабилизацию изображения, два слота для карт памяти, и имеет более высокие характеристики серийной и высокоскоростной съемки.
|                                              | Canon EOS R10                              | Canon EOS R7                               |
| -------------------------------------------- | ------------------------------------------ | ------------------------------------------ |
| Разрешение сенсора                           | 24 Мп                                      | 33 Мп                                      |
| Диапазон ISO                                 | 100 - 32000 (с расширением до 100 - 51200) | 100 - 32000 (с расширением до 100 - 51200) |
| Встроенная стабилизация изображения          | Нет                                        | Да                                         |
| Серийная съемка (механический затвор)        | макс. 15 кадров в секунду                  | макс. 15 кадров в секунду                  |
| Серийная съемка (электронный затвор)         | макс. 23 кадров в секунду                  | макс. 30 кадра в секунду                   |
| Скорость срабатывания затвора (механический) | 30-1/4000 сек                              | 30-1/8000 сек                              |
| Скорость срабатывания затвора (электронный)  | 30-1/16000 сек                             | 30-1/16000 сек                             |
| Скорость записи видео (4K)                   | макс. 60 fps                               | макс. 60 fps                               |
| Скорость записи видео (1080p)                | макс. 120 fps                              | макс. 120 fps                              |
| Съемка в Canon Log                           | Нет                                        | Да                                         |
| Пыле- и влагостойкость                       | Нет                                        | Да                                         |
| Количество слотов для карт памяти            | 1                                          | 2                                          |
| Вес (вкл. батарею и карту памяти)            | 429 г                                      | 612 г                                      |

## Галерея

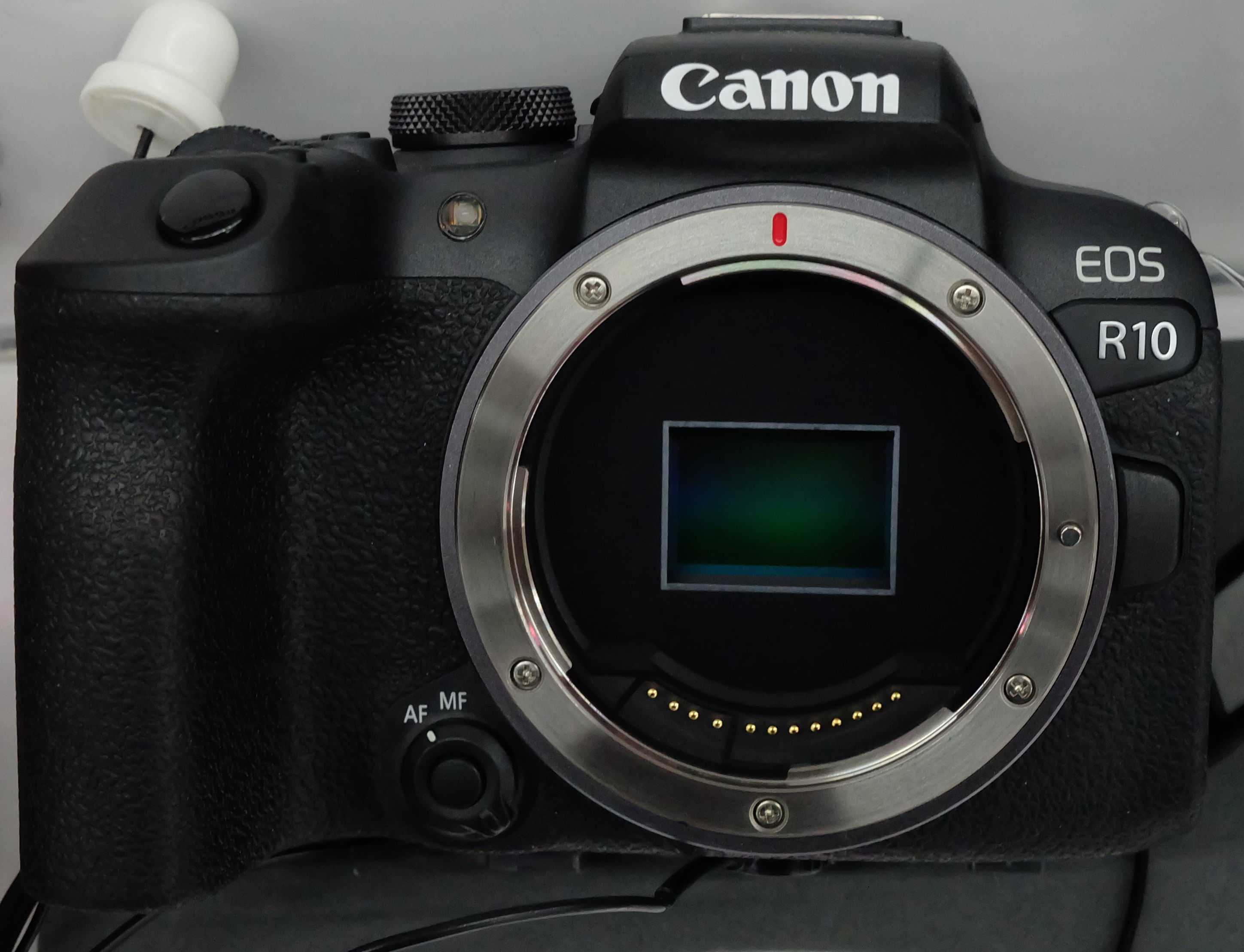
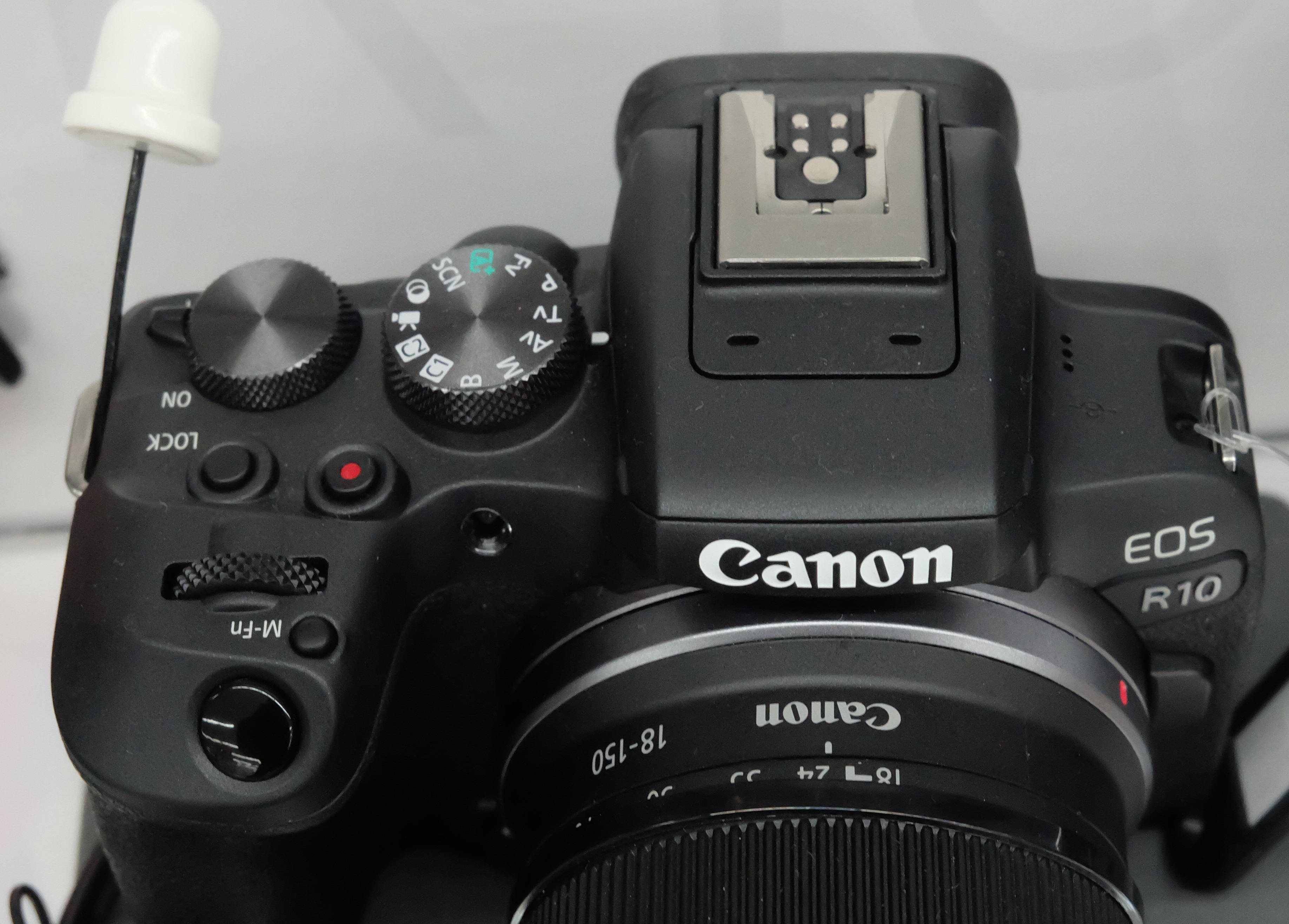
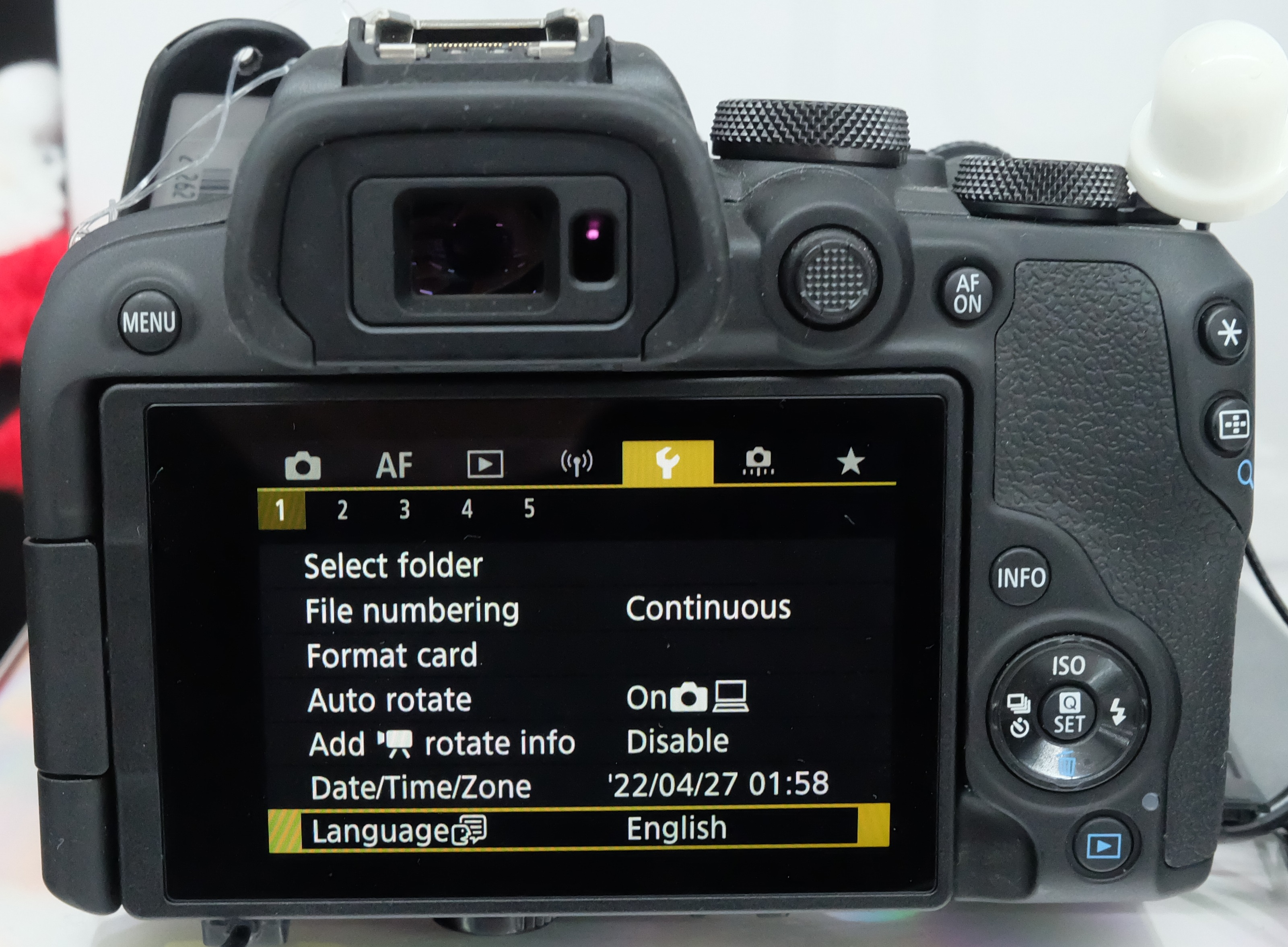
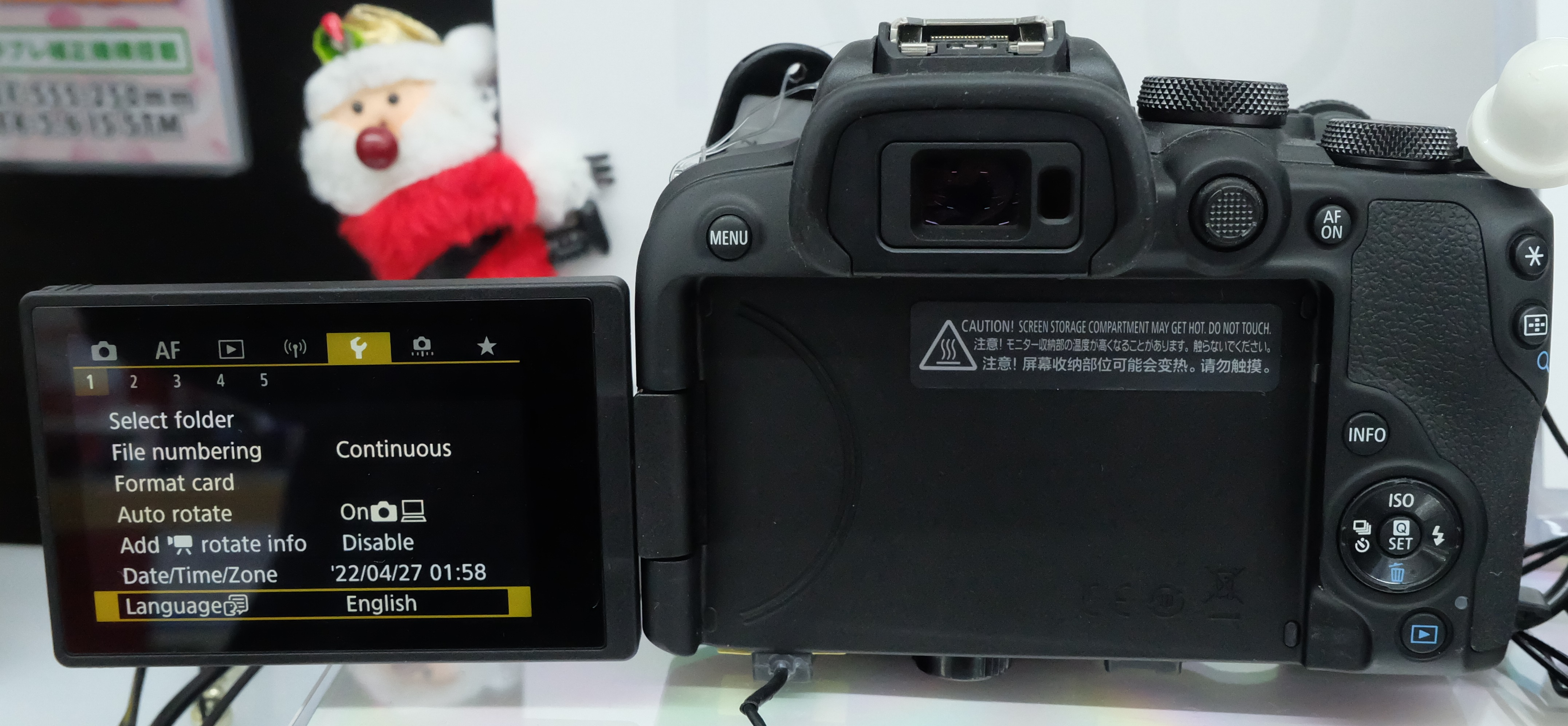